# Скрипкін Артур Геннадійович
Артур Геннадійович Скрипкін (рос. Артур Геннадиевич Скрипкин; нар. 9 вересня 1968, Рубіжне, Українська РСР) — радянський і російський важкоатлет, чемпіон Росії (1992), призер чемпіонату Європи (1994). Майстер спорту міжнародного класу Росії (1992). Видатний спортсмен Республіки Башкортостан (1994).

## Біографія
Артур Скрипкін народився 9 вересня 1968 року в місті Рубіжне (Луганська область). Незабаром після народження разом з сім'єю переїхав в Бєлорєцьк, де у віці 12 років почав займатися важкою атлетикою під керівництвом Сергія Черепенькіна. Тренувався в ДСТ «Труд». З 1992 по 1997 виступав за уфимський спортивний клуб армії.
У 1989 році ставав чемпіоном СРСР серед молоді. В 1991 році — володар Кубка СРСР. У 1992 році став чемпіоном Росії та бронзовим призером чемпіонату СНД. У 1993-1995 роках представляв Росію на найбільших міжнародних змаганнях. У 1994 році на чемпіонаті Європи в Соколові виграв малу срібну медаль у ривку і став бронзовим призером за сумою вправ.
У 1996 році закінчив Уральську державну академію фізичної культури. У 1997 році завершив свою спортивну кар'єру. У 2007-2011 роках — президент Федерації важкої атлетики Башкортостану.